# 叢蘭
叢蘭（1456年—1523年），字廷秀，號豐山，山東文登人，明朝政治人物，弘治庚戌進士，官至南京工部尚書。

## 生平
山東鄉試第六十六名舉人。弘治三年（1490年）中式庚戌科三甲第三十八名進士。授戶科給事中，彈劾梁芳、陳喜、汪直、韋興等人，進兵科右給事中，并罷免都督僉事吳安等人，升通政參議。蒙古小王子俺答汗侵犯大同，命其擔任經略紫荊關等地，獲勝。正德三年（1508年），進通政司左通政，次年出理延綏屯田。安化王朱寘鐇謀反，叢蘭陳言稱官員腐敗。劉瑾大怒，矯旨嚴責，而給事中張瓚、御史汪賜亦彈劾叢蘭。數月后，劉瑾被誅，叢蘭升為通政使，不久升戶部右侍郎，督理三邊軍餉。正德六年（1511年），兼管固、靖等處軍務。同年冬，賑災河南等地饑荒，并率軍平定河南白蓮教趙景隆作亂。次年巡視居庸關等地、兼督宣府、大同軍餉，進右都御史，總制宣府、大同、山東軍務，因敵寇作亂失事停半年俸祿。正德十年，改為漕運總督，后兼巡撫江北。四年后，因忤逆兵部尚書王瓊，解漕運總督職位，專任巡撫。寧王朱宸濠謀反，叢蘭移鎮瓜州。正德十五年（1520年），遷南京工部尚書。乞致仕，卒贈太子少保。

## 著作
著有《丰山奏议》、《经略录》、《漕运录》等。

## 家族
曾祖叢俊忠；祖父叢實榮；父叢春，母劉氏。

## 《豐山恩榮次第圖冊》
中國國家博物館藏有《豐山恩榮次第圖冊》，紙本、設色，寬45.9厘米。長91.4厘米。圖冊共四十九開，其中四十六開圖繪，反映叢蘭一生的經歷，標題分別為：芸窗肄業、雲程祖道、月桂秋香、金榜登名、戶科給事，指斥權奸、回話認罪、螭須簪筆、職掌十庫、對鼓折獄、被命選軍、點選官軍、欽賜羊酒、誥命封贈、銀台晉秩、經略三關、艦畫延綏、欽賞銀牌、督理寧夏、總督三邊、提督固靖、經筵侍講、青宮正字、巡視鳳廬、蔭子賜幣、總督宣大、巡視西路、總制四鎮、甘肅遇虜、凱捷歸朝、欽獎金巾、敕賜旌獎、督理漕運、浚河修路、職專巡撫、奏論回天、疏毀迎佛、矯詔蔟賑、誥函累賜、自陳乞休、梓里榮歸、賜兆焚黃、詔允致仕、奉敕修塋、子姓祭掃、遣官諭祭。
- 芸窗肄业
- 金榜登名
- 職掌十庫
- 點選官軍
- 經略三關
- 敕賜旌獎
- 督理漕運
- 職專巡撫